# Heineken Open 2006
L'Heineken Open 2006  è stato un torneo di tennis giocato sul cemento.
È stata la 50ª edizione dell'Heineken Open, che fa parte della categoria International Series nell'ambito dell'ATP Tour 2006.
Si è giocato all'ASB Tennis Centre di Auckland in Nuova Zelanda, dal 9 al 16 gennaio 2006.

## Campioni

### Singolare
Jarkko Nieminen ha battuto in finale  Mario Ančić con il punteggio di 6–2, 6–2

### Doppio
Andrei Pavel /  Rogier Wassen hanno battuto in finale  Simon Aspelin /  Todd Perry con il punteggio di 6–2, 5–7, [10-4] (Match Tie-Break)